# (100772) 1998 FN34
(100772) 1998 FN34 es un asteroide perteneciente al cinturón de asteroides descubierto el 20 de marzo de 1998 por el equipo del Lincoln Near-Earth Asteroid Research desde el Laboratorio Lincoln, Socorro, Nuevo México, Estados Unidos.

## Designación y nombre
Designado provisionalmente como 1998 FN34.

## Características orbitales
1998 FN34 está situado a una distancia media del Sol de 2,747 ua, pudiendo alejarse hasta 3,369 ua y acercarse hasta 2,124 ua. Su excentricidad es 0,226 y la inclinación orbital 3,474 grados. Emplea 1663,10 días en completar una órbita alrededor del Sol.

## Características físicas
La magnitud absoluta de 1998 FN34 es 15,2. Tiene 5,023 km de diámetro y su albedo se estima en 0,058. 